# Верхнегнутов
Верхнегну́тов — хутор в Чернышковском районе Волгоградской области России. Является административным центром Верхнегнутовского сельского поселения.
Население 780 чел. (2010) .

## История
Хутор известен со времён Области Войска Донского. В 1896 году на средства прихожан была построена церковь Св. апостола Иоанна Богослова — однопрестольная; деревянная на каменном фундаменте, с такой же колокольней. До настоящего времени не сохранилась.
В 2006 году в хуторе состоялось обретение мощей священномученика Николая Попова (1864—1919).

## География
Расположен на Донской равнине на юго-западе региона, вблизи административной границы с Ростовской областью, на реке Цимла.

## Население
| 2010 |
| ---- |
| 780  |

### Известные люди
В Иоанно-Богословском храме хутора с апреля 1901 года по апрель 1919 года служил Отец Николай (протоиерей Николай Попов), который решением Священного Синода Русской Православной Церкви 17 июля 2006 года был причислен к Собору Новомучеников и Исповедников Российских XX века.

## Инфраструктура
Развитое сельское хозяйство. Личное подсобное хозяйство.

## Транспорт
Стоит на автодороге «Цимлянск (Ростовская область) — Нижнегнутов — Чернышковский» (в границах территории
Волгоградской области) (идентификационный номер 18 ОП РЗ 18К-3). Имеются просёлочные дороги.